# Tassara
Tassara este o comună rurală din departamentul Tchintabaraden, regiunea Tahoua, Niger, cu o populație de 17.952 de locuitori (2001).